# Taklep
Taklep är en ö i Marshallöarna.   Den ligger i kommunen Arnoatollen, i den sydöstra delen av Marshallöarna, 40 km öster om huvudstaden Majuro.